# Австро-прусско-датская война
Австро-датско-прусская война, Датская война февраля — октября 1864 года; в западной историографии известная также как Вторая Шлезвигская война, Датско-немецкая война; в российской дореволюционной историографии — Война за Шлезвиг и Гольштейн, — вооружённый конфликт между Данией, с одной стороны, и Пруссией совместно с Австрией, с другой стороны, за отделение приэльбских герцогств Шлезвига и Гольштейна от владений Датского королевства. Считается первой из войн в процессе объединения Германии вокруг Пруссии.

## Причина войны
В середине XIX века между Данией и Пруссией возникло соперничество из-за герцогств Шлезвиг и Гольштейн, которые находились в личной унии с Данией. В 1848 году началась война, продлившаяся до 1850 года. После её окончания прежний статус герцогств был подтверждён великими державами по Лондонским протоколам 1850 и 1852 годов. Население Гольштейна было почти полностью немецким, а в Шлезвиге — на три четверти датским. Немцы заселяли южную часть Шлезвига, при этом немцами были почти все крупные землевладельцы герцогства, контролировавшие местный сейм. В самой Дании под лозунгом «Дания до Эйдера» преобладало стремление к аннексии Шлезвига и отказу от Гольштейна.
Бездетность датского короля Фредерика VII означала прекращение династии Ольденбургов. В Дании допускалось наследование по женской линии, и преемником Фредерика VII был признан принц Кристиан Глюксбург. В Германии наследование было возможным лишь по мужской линии, и претендентом на престол Шлезвига и Гольштейна выступил герцог Фридрих Августенбургский, хотя его отец в 1852 году отказался от всех своих прав на Шлезвиг и Гольштейн за 2,25 млн талеров «за себя и своё потомство».
Ввиду близкой смерти короля Фредерика VII в Дании 13 ноября 1863 была принята новая конституция, устанавливавшая неделимость Дании и Шлезвига. 15 ноября скончался Фредерик VII, и на датский престол вступил Кристиан IX Глюксбург.
Сейм Германского союза потребовал передачи Шлезвига и Гольштейна Фридриху Августенбургскому, и в декабре 1863 посланные им войска — саксонская и ганноверская бригады, за которыми следовали прусская и австрийская бригады, всего около 22 тыс. человек, вступили в Гольштейн. Датские войска без боя отступили в Шлезвиг, сокращая длину границы, которую требовалось защищать, и опёрлись на укрепленную линию Даневирке.
Внимание, которое было обращено на Шлезвиг-Гольштейн в последние месяцы 1863 года, во многом было связано с желанием канцлера Бисмарка использовать удобный повод для оттеснения Австрии от реального влияния на германские дела и удобную внешнеполитическую ситуацию, когда отношения между Великобританией, Францией и Россией были натянуты или охлаждены из-за Январского восстания в Царстве Польском.
К 1864 году австрийское и прусское правительства договорились о совместных действиях и 16 января 1864 потребовали от Дании восстановления прежнего статуса Шлезвига. В конце января Дания отклонила ультиматум.

## Силы сторон
Как не без юмора отмечал капитан российского Генерального штаба В. Н. Чудовский, «если бы Пруссия и Австрия выдвинули против маленькой Дании все сухопутные свои войска, то составилась бы армия, равная по численности почти всему мужскому населению собственно Дании… но подобное полчище даже не смогло бы разместиться на театре войны». Союзники поэтому ограничились обеспечением достаточного численного превосходства. На ходе военных действий также сказалось техническое превосходство части союзников: прусская армия была оснащена казнозарядными игольчатыми ружьями Дрейзе, которые можно было перезаряжать лежа, тогда как датчане должны были перезаряжать свои винтовки стоя, становясь хорошей мишенью для прусских солдат. Датские солдаты, как и австрийцы, в основном действительно были вооружены дульнозарядными винтовками, который заряжались стоя, но датские винтовки били почти в два раза дальше австрийских и в полтора дальше прусских. Австрийцы были оснащены новыми капсюльными дульнозарядными винтовками Лоренца образца 1854 года. Датские капсюльные ружья образца 1848 года были дальнобойнее. Датские игольчатые винтовки Sas имели меньшую скорострельность, чем Дрейзе, их можно было перезаряжать лежа, и они тоже были дальнобойнее. Датчане их приняли на вооружение лишь в 1860 году и не успели снабдить ими всю свою армию. По крайней мере, датская армия была вооружена лучше австрийской.
К началу войны датская полевая армия состояла из трёх пехотных и одной кавалерийской дивизий, каждая имела три двухполковых бригады. В резерве находились четыре пехотных полка и гвардейский батальон. Пехотный полк имел двухбатальонный состав. Всего в датской армии насчитывалось 42 тыс. человек при 104 орудиях. Крепостная артиллерия насчитывала до 800 орудий, обслуживающимися шестью крепостными ротами.
Прусские войска составляли 1-й корпус — две пехотные и одна кавалерийская дивизии, и 3-й корпус — сводная гвардейская дивизия и гусарский полк. Прусские дивизии имели две двухполковые бригады, пехотный полк из трёх батальонов. Всего к началу войны в прусских войсках насчитывалось 43 тыс. человек и 110 орудий. Позднее прибыли 5-я пехотная дивизия, 21-я бригада, осадные средства.
Австрийские войска составили 2-й корпус — четыре пехотные и одна кавалерийская бригада. Пехотная бригада имела батальон егерей и два двухбатальонных полка. Всего — 26 тыс. человек и 48 орудий.

## Ход военных действий

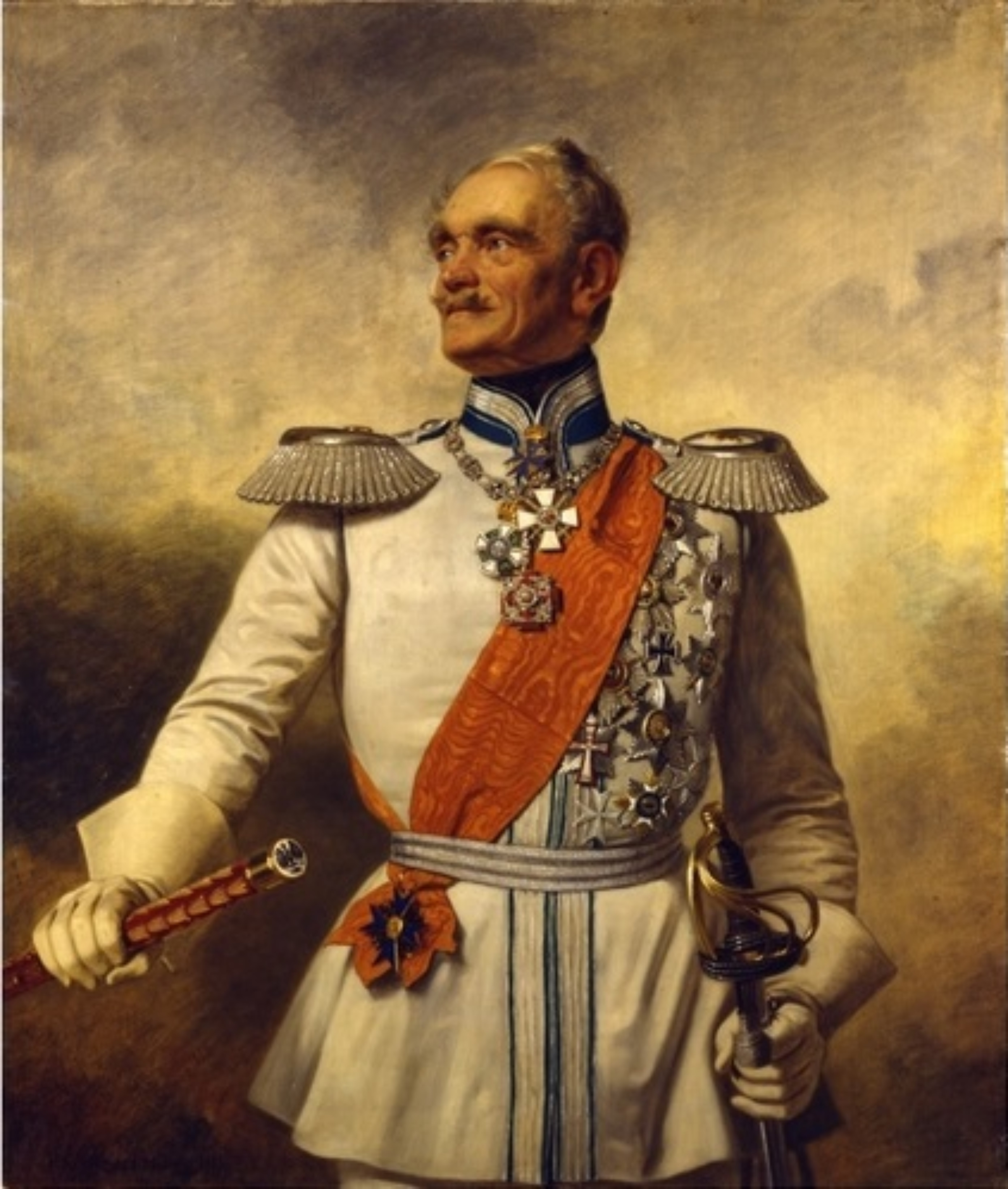
Фельдмаршал Фридрих фон Врангель

К 28 января прусско-австрийская армия численностью свыше 60 тысяч человек при поддержке 158 орудий (впоследствии армия союзников была увеличена) под общим командованием прусского генерал-фельдмаршала Ф. Врангеля сосредоточилась к югу от оборонительной линии датчан на реке Эйдер. 31 января Врангель потребовал, чтобы датская армия (38 тысяч человек, 277 орудий) очистила Данневеркскую позицию (близ города Шлезвиг), так как союзная армия 1 февраля вступит в Шлезвиг. Генерал-лейтенант К. де Мез, командующий датской армией, дал отрицательный ответ, и военные действия начались.
Первой задачей датской армии было дать отпор противнику на Данневеркской позиции. Далее предполагалось отвести армию на позицию у Дюпеля, чтобы, оставаясь на территории Шлезвига, остановить движение противника в глубь страны, угрожая ему с фланга от Дюпеля и крепости Фредерисия.
Союзники поставили себе главной целью уничтожить датскую армию, не дав ей уйти на острова, так как занятие Ютландии не решало участи кампании, а датчане, выиграв время, могли найти помощь.
1 февраля союзные войска перешли в наступление. У Экернферде и близ него, у Виндебю, произошли небольшие стычки, после которых датчане их оставили. II и III союзные корпуса были назначены для фронтальной атаки Данневеркской позиции, а I корпус, перейдя через Шлей у Миссунде, должен был зайти в тыл позиции. 2 февраля датчане были потеснены в Данневеркские укрепления, а у Мисунде была произведена разведка частями I корпуса. Ввиду того, что переправы здесь оказались сильно укрепленными, решили форсировать залив севернее Мисунде. Продолжавшееся 3 и 4 февраля наступление на Данневеркскую позицию с фронта, для прикрытия передвижения I корпуса, закончилось боем у Оберселька и занятием горы Кенигсберг, находившихся впереди датской позиции. I корпус к 5 февраля скрытно сосредоточился у Арниза и Каппельна, где было предположено в ночь на 6 февраля произвести переправу через залив.
Генерал де Меза, сосредоточивший свою армию у Шлезвига и Мисунде, по получении сведений о сборе значительных сил противника у Каппельна, не мог своевременно воспрепятствовать переправе и в ночь на 6 февраля отступил к Фленсбургу. В 1 час ночи датская армия незаметно для противника очистила Данневеркскую позицию. Отступление было замечено спустя 12 часов, и только у Эверзее произошёл арьергардный бой с авангардом II корпуса. У Эверзее II корпус остановился, а преследование на следующий день вёл III корпус, занявший к вечеру Фленсбург и выславший авангард к Апенраде и Дюпелю. I корпус 7 февраля сосредоточился около Фленсбурга.
Между тем 1 и 2-я датские дивизии отступили к Дюпелю, а 3 и 4-я — на север для занятия границы Ютландии. В то же время генерал-лейтенант де Меза был заменён генерал-лейтенантом Герлахом.

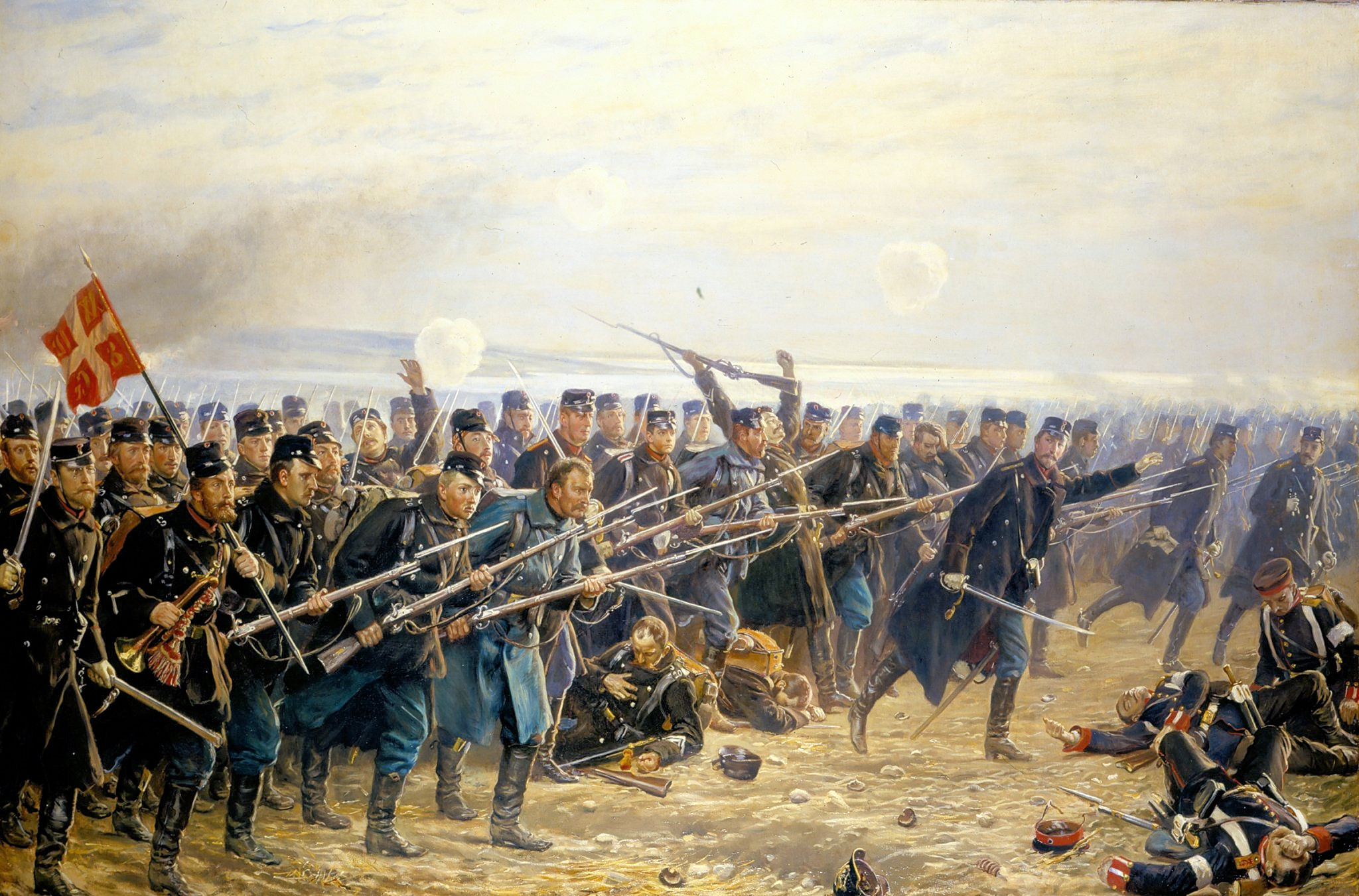
8-я датская бригада при Дюббёле 18 апреля 1864 года, картина Йергена Зонне

Для выяснения обстановки от союзной армии были высланы летучие отряды в Гравенштейн и Апенраде. Произведенная 10 февраля III корпусом, перешедшим к Апенраде, рекогнисцировка Дюпельской позиции выяснила, что там находится значительная часть датской армии. Главнокомандущий приказал I корпусу овладеть Дюпелем, а II и III корпусам занять Шлезвиг до ютландской границы. Под Дюпелем военные действия затянулись до 18 апреля, когда датские войска были отброшены на Альзен. Движение союзников на север происходило также медленно, вследствие вмешательства  России и Великобритании, противившихся вступлению союзных войск в Ютландию. II и III корпуса постепенно заняли Гадерслебен, Христиансфельд и Кольдинг на ютландской территории. К началу марта 26 тыс. прусских войск стояли против Дюпеля, а из остальных 43 тыс. предположено было 10 тыс. оставить в Голштинии и 38 тыс. направить в Ютландию для занятия важнейших городов и обложения их контрибуцией. 8 марта III корпусу было приказано наступать для обложения крепости Фредерисии, а II корпусу — для атаки датчан, остановившихся у города Вайле. Генералу Хегерманну, под началом которого датские войска отступили на север, было приказано 3-ю дивизию направить в Фредерисию, а самому с 4-й дивизией уходить далее на север.
8 марта произошли столкновения под Фредерисией и у города Вайле. Столкновение под Фредерисией ограничилось стычками передовых частей, после чего III корпус приступил к её обложению. У города Вайле 4-я датская дивизия расположилась на сильной позиции за рекой Вайле. Для обеспечения правого фланга была занята высота Софиелунд. Уничтожение и баррикадирование переправ на пути наступления II корпуса, в связи с испорченными дождем дорогами, сильно задерживало его движение. И удачно задуманный австрийским фельдмаршал-лейтенантом Габленцем план поражения небольшого датского отряда был расстроен Хегерманом, имевшим целью лишь задержать австрийцев. Он своевременно отступил к городу Горсенсу. Отсюда 4-я дивизия продолжала отступление на Выборг и далее, с целью переправиться на остров Морс (в Лимфиорде), которого она и достигла 14 марта. В это время II корпус достиг Сканнерборга. Операция этого корпуса на севере Ютландии не удалась, так как разбить датчан и уничтожить их отряды он не успел и должен был вернуться к городу Вайле. Причинами неуспеха были вначале плохие дороги и испорченные переправы, а затем сосредоточение 2-х бригад в резерв прусской гвардии, обложившей Фредерисию. После бомбардировки этой крепости 20 и 21 марта III корпус был отведен к Вайле, а обложение крепости было возложено на II корпус. Из Вейле 25 марта большая часть III корпуса была отправлена на усиление I корпуса под Дюпелем, а для наблюдения к северу был оставлен отряд графа Мюнстера-Мейхёвель (3 батальона, 2 батареи и 3 кавалерийских полка). 29 марта этот отряд выдвинулся к городу Хобро.
После падения Дюпеля датское военное министерство, вопреки намерениям главнокомандующего, отдало распоряжение об оставлении Фредерисии, имея главной целью сохранение армии. К 28 апреля гарнизон и вся нарезная артиллерия были перевезена на остров Фиония, а 29 апреля крепость была занята австрийцами. С оставлением Фредериции датчане лишились последнего опорного пункта в Ютландии.
Переговоры в Лондоне о решении шлезвиг-голштинского вопроса при участии Великобритании, Франции и России привели к заключению перемирия с 12 мая по 26 июня. Однако все старания нейтральных держав привести войну к мирному окончанию не увенчались успехом вследствие возникшего разногласия о проведении границы в Шлезвиге, на разделение которого обе стороны принципиально согласились. Австрия желала прекращения войны, опасаясь вмешательства Великобритании, а также по финансовым соображениям. Однако вследствие угрозы Пруссии продолжать войну самостоятельно было решено возобновить военные действия. За время перемирия главнокомандующим союзными войсками был назначен принц Фридрих Карл Николай Прусский. Было решено занять Ютландию и остров Альзен в виде залога, а против острова Фиония только демонстрировать. Датское военное министерство решило оборонять Фионию, направив туда большую часть войск из северной Ютландии и с Альзена. 

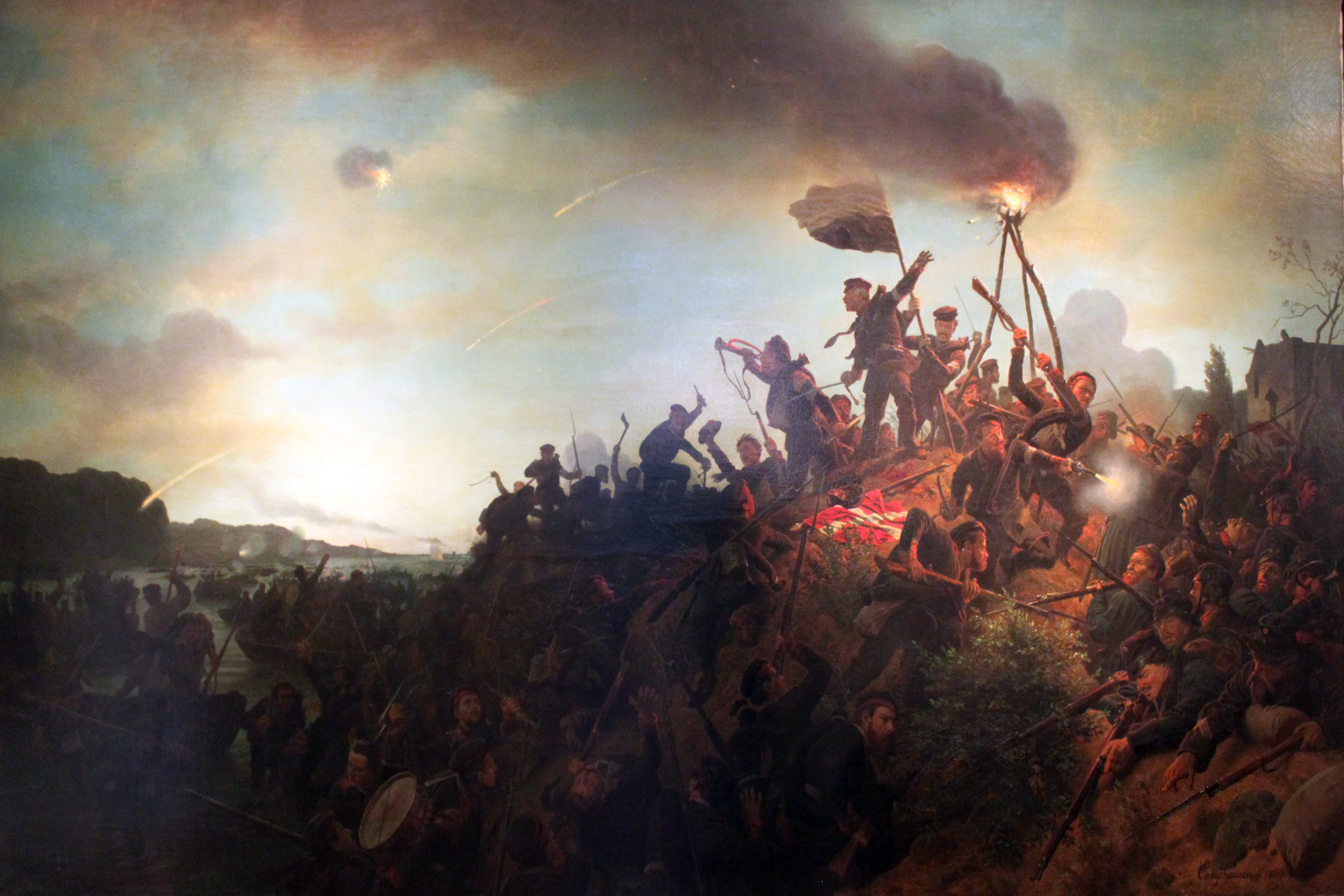
Прусские войска высаживаются на Альзен, картина Вильгельма Кампхаузена

Война возобновилась с занятия I корпусом 29 июня Альзена. В Ютландии III корпус двинулся к Альборгу. В это время последние части 4-й датской дивизии были перевезены на Фионию, и прусские войска беспрепятственно переправились через Лимфиорд у Альборга и дошли 14 июля до мыса Скаген. II корпус в ночь на 14 июля занял остров Морс, причём выделенный из его состава отряд занял без сопротивления город Тистед на северном берегу Лимфиорда. После занятии Ютландии Фридрих-Карл, сосредоточив войска между Апенраде и Кольдингом, начал приготовления к переправе через Малый Бельт на Фионию. Одновременно с этим при содействии флота были заняты острова Сальтхольм, Фур и Рёмё. 16 июля датчане заключили перемирие.

### Война на море
Датский флот, разделённый на 3 эскадры, должен был блокировать прусские порты и мешать прусской эскадре выйти из Свинемюнде и Штральзунда, содействовать армии у берегов Шлезвига и вести крейсерские операции. Прусский флот имел целью прикрывать правый фланг армии, затруднять блокаду прусский портов и обеспечивать побережье от высадок. Австрийская эскадра должна была подойти и усилить флот союзниц. 

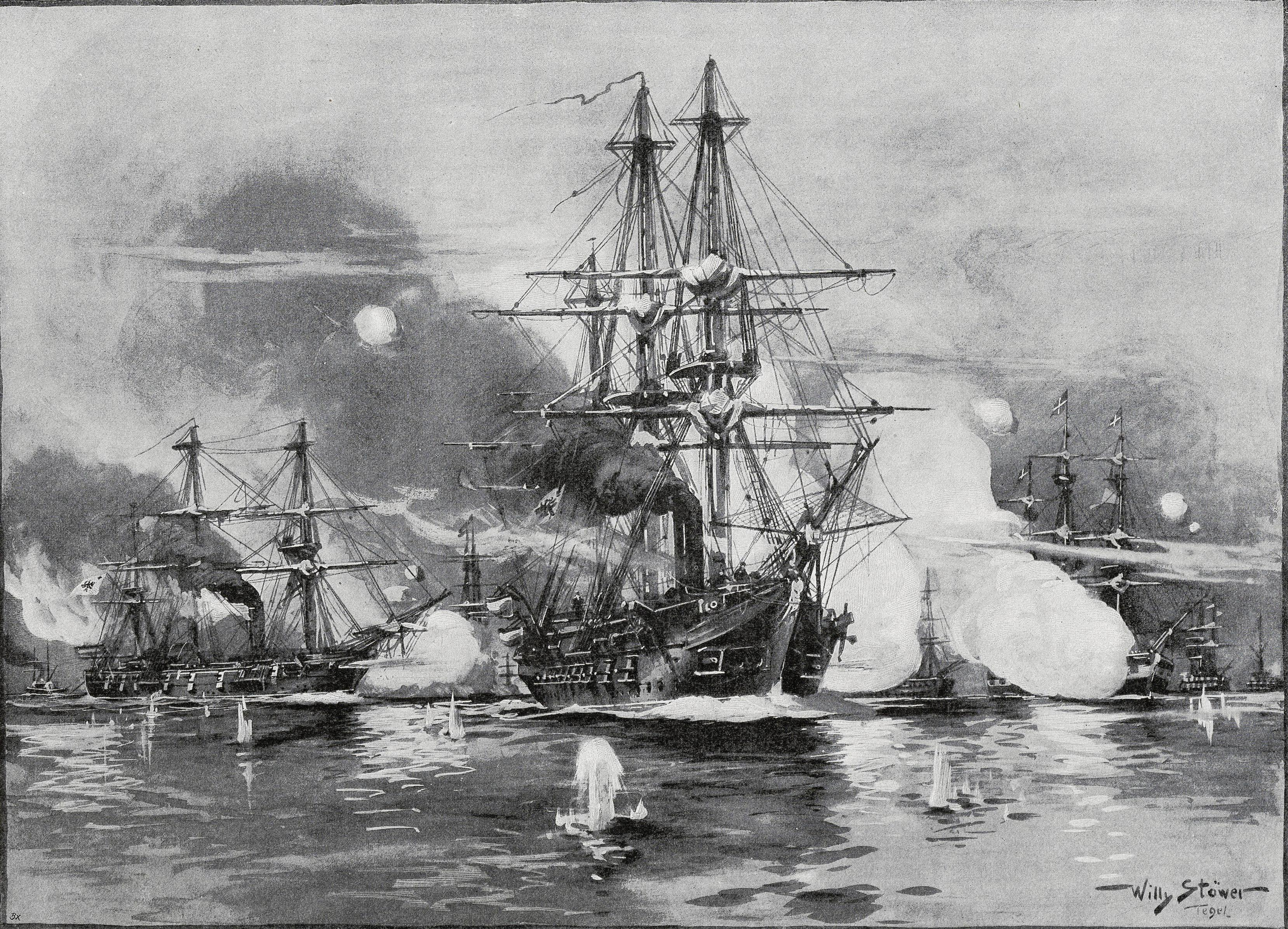
Сражение при Ясмунде, иллюстрация Вилли Штёвера

В первый период войны, до середины мая, датский флот имел несомненное превосходство над прусским и сохранял его даже с приходом в Северное море 2 австрийских фрегатов. На Балтийском море датчане тоже господствовали, благодаря удачно выбранной стоянке у Рюгена, запиравшей Штеттинскую бухту, где находился прусский флот. Для поддержания блокады всех прусских портов Балтийского моря датский флот был мал.
Морские сражения датчан с прусской эскадрой у Рюгена 17 марта и с австрийской эскадрой у Гельголанда 9 мая не дали определённого результата; обе воюющие стороны объявили их своими победами.

## Итоги и результаты
Лишь к концу октября 1864 года конфликт был урегулирован полностью, и 30 октября в Вене был подписан мирный договор. Дания отказалась от своих притязаний на Лауэнбург, Шлезвиг и Гольштейн. Герцогства были объявлены совместными владениями Пруссии и Австрии, причём Шлезвигом отныне управляла Пруссия, а Гольштейном — Австрия. Эта война явилась важным этапом на пути объединения Германии под гегемонией Пруссии.
| Страны  | Население 1864 г. | Войск   | Убито | Ранено | Умерло от ран | Умерло от болезней |
| ------- | ----------------- | ------- | ----- | ------ | ------------- | ------------------ |
| Пруссия | 19 255 139        | 42 933  | 422   | 1705   | 316           | 280                |
| Австрия | 34 400 000        | 26 303  | 227   | 812    | 14            | 259                |
| Всего   | 53 655 139        | 69 236  | 649   | 2517   | 330           | 539                |
| Дания   | 1 700 000         | 51 700  | 1422  | 3987   | 836           | 756                |
| Всего   | 55 355 139        | 120 936 | 2071  | 6504   | 1166          | 1295               |

## Многозарядное оружие Дании

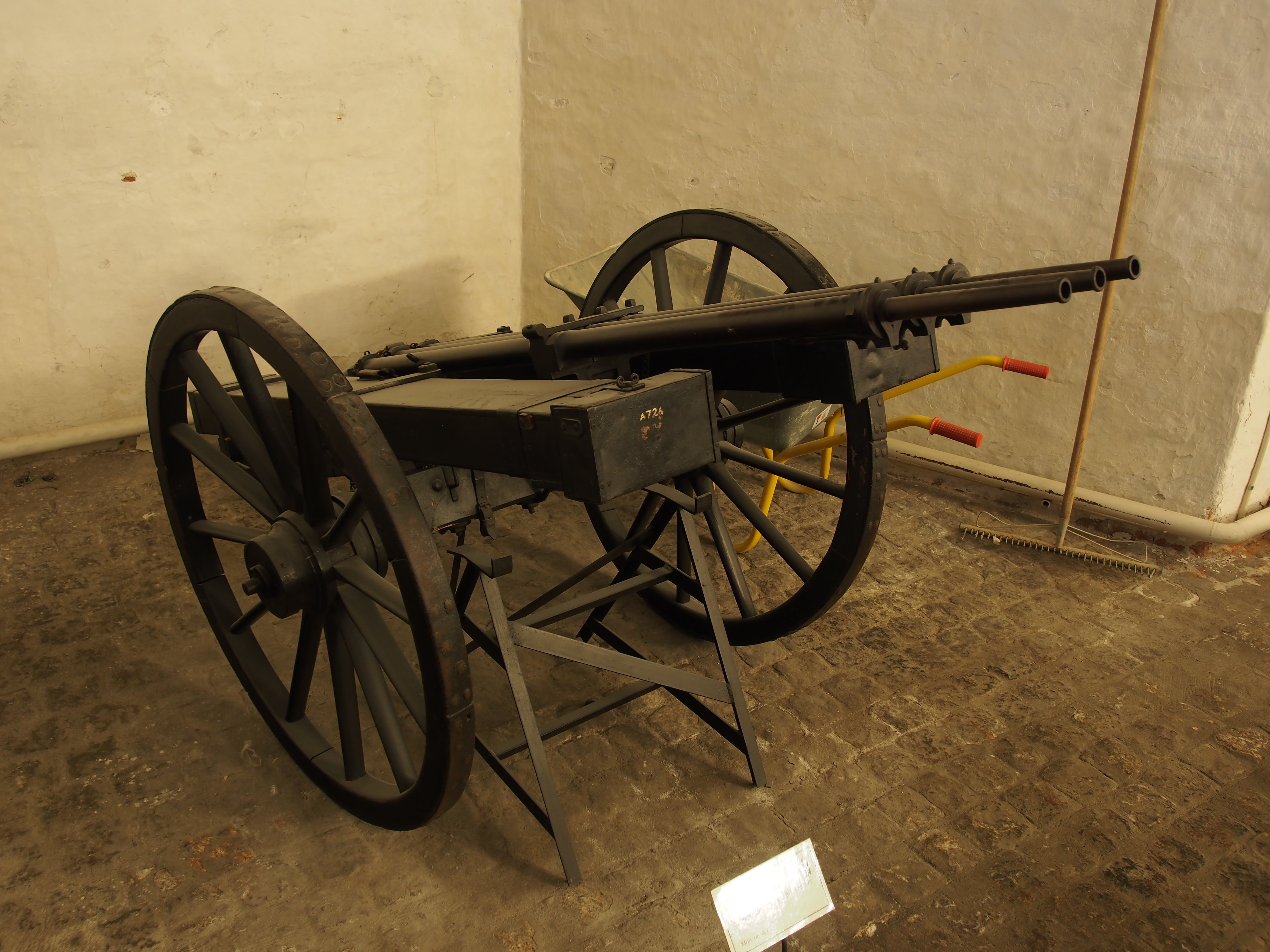
Датский эспиньоль

В период войны полевая артиллерия Дании имела на вооружении батарею из 19 эспиньолей, и в крепости на острове Альс стояло ещё 36 эспиньолей. Во время прусской атаки из большинства эспиньолей не смогли сделать ни одного выстрела. После этой войны эспиньоли окончательно вышли из употребления.

## Кинематограф
События, предшествующие войне, и сами военные действия показаны в датском сериале «1864».